# Umlaufplan
Der Umlaufplan enthält alle Fahrten, die ein Fahrzeug nacheinander abwickeln soll, um den fahrplanmäßigen Betrieb zu ermöglichen. Umlaufpläne werden beim Verkehrsbetrieb für alle Fahrzeuge eines Typs aufgestellt und werden als Basis für Einsatzplanung und Fahrplanung benutzt. Bei Eisenbahnen wie der Deutschen Bahn AG umfasst  ein Umlaufplan im Personen-Fern- und Güterverkehr mehrere Betriebstage. Im Linienverkehr des ÖPNV sind eintägige Umläufe typisch.  Der Umlaufplan wird erstellt, nachdem in einem ersten Schritt das Fahrplanangebot festliegt und die zugehörigen Trassen gebucht sind. Der Umlaufplan kann danach die Buchung weiterer Trassen notwendig machen, zum Beispiel für Leerfahrten.
Umlaufpläne werden jeweils für Fahrzeuge gleichen Typs aufgestellt (gleiche Triebfahrzeugbaureihe, gekuppelter Wagenzug etc.). Der mehrtägige Umlaufplan wird in Plantage gegliedert. Die Anzahl der Plantage wird gleich der Zahl der im Umlauf eingesetzten Fahrzeuge gewählt. Am Ende eines Plantages geht ein Fahrzeug im einfachsten Fall in den nächsten Tag über. Besondere Verkehrstageregelungen (zum Beispiel Wochenend-Betriebsruhe) können jedoch auch zu Sprüngen zwischen den Plantagen führen. Fällt ein Fahrzeug aus, so muss ein Ersatzfahrzeug an passender Stelle in den Umlauf eingeschert werden.

## Fahrtenarten

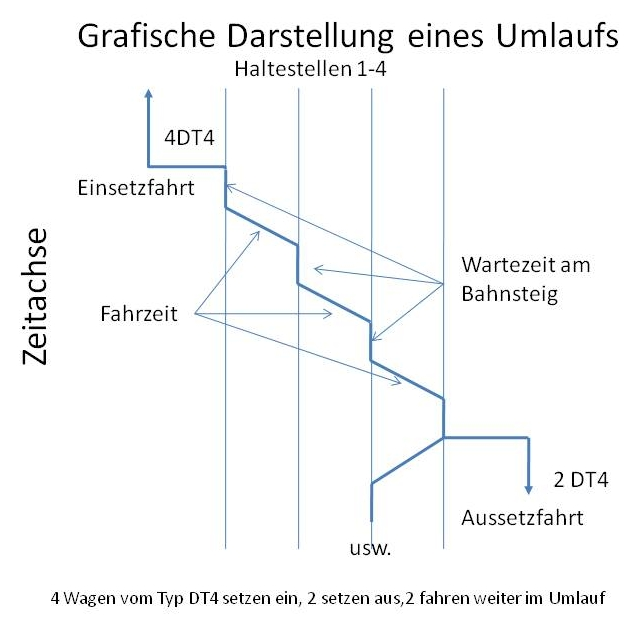
Grafische Darstellung eines Fahrzeugumlaufs

### Nutzfahrten
Nutzfahrten sind Fahrten zur Beförderung von Fahrgästen oder Nutzlasten. Die gefahrenen Kilometer werden mit der Anzahl Fahrgäste multipliziert und werden als Personenkilometer für die Berechnung der Verkehrsleistung herangezogen. In Verkehrsverbünden, in denen der Verbund den Vertrieb und damit die Fahrgeldeinnahme vornimmt, wird gemäß Verkehrsvertrag die Fahrgeldaufteilung gemäß den vom Verkehrsbetrieb geleisteten Personenkilometern vorgenommen, im Güterverkehr gehen Tonnenkilometer in die Betriebsstatistik ein.

### Leerfahrten
Leerfahrten sind Fahrten ohne Fahrgäste oder Güter.
Eine Einsetzfahrt ist eine Leerfahrt von der Abstellanlage zur ersten Haltestelle der Nutzfahrt. Eine Aussetzfahrt ist eine Leerfahrt von der letzten Haltestelle der Nutzfahrt zur Abstellanlage. Die Ein- und die Aussetzfahrt ist je nach Betriebsart nicht Bestandteil des Umlaufes. Im ÖPNV werden Überführungsfahrten teilweise im Fahrplan veröffentlicht und sind dann keine Leerfahrten.

## Kehrarten

### Kurzkehre

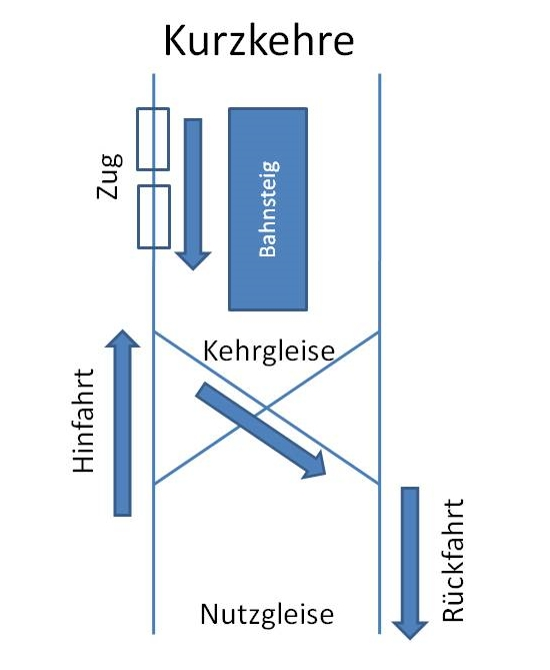
Kurzkehre

Eine Kurzkehre ist der Fahrtrichtungswechsel eines Zuges an der letzten Haltestelle einer Nutzfahrt. Der Zug fährt dabei am selben Gleis bis zur ersten Weiche zurück und wechselt dann auf das andere Rückfahrgleis. Kurzkehren lassen sich wegen der kürzeren Kehrfahrt schneller durchführen als Langkehren über das Kehrgleis.
Insbesondere bei dichtem Takt muss ausreichend Abstellmöglichkeit zur Verfügung stehen, weshalb die Langkehre dort vorzuziehen ist.
In den Umlaufplänen sind die Betriebspunkte verzeichnet, an denen die Zugeinheiten wenden, also ihre Fahrtrichtung ändern, um den gleichen Weg wieder zurückzufahren oder in einen anderen Weg oder Umlaufplan überzuwechseln. Die Wendezeit muss ausreichend bemessen sein, um mögliche Verspätungen im Betriebsablauf ausgleichen zu können, anderenfalls ist der nachfolgende Betriebseinsatz nicht planmäßig durchzuführen.

### Langkehre

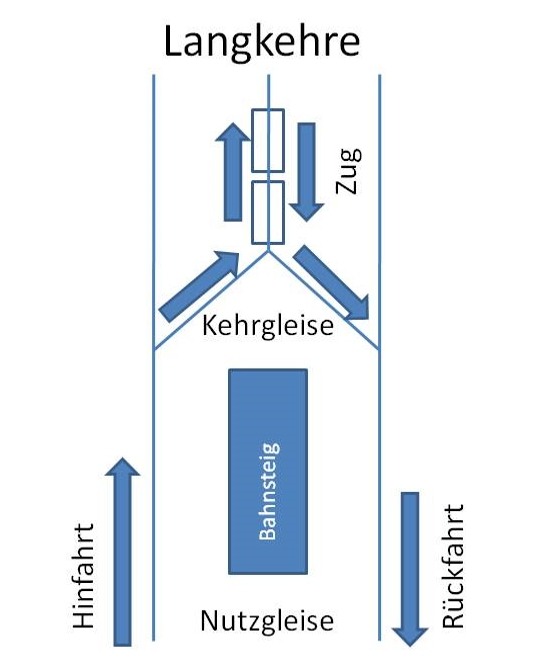
Langkehre

Eine Langkehre ist eine Fahrt ab der letzten Haltestelle der Nutzfahrt über eine Weiche in ein Kehrgleis. Dort wechselt das Fahrpersonal in den hinteren Fahrstand und fährt wieder über eine Weiche auf das Rückfahrtgleis.
Vorteil der Langkehre:
- Der Zug fährt nicht wie bei der Kurzkehre auf demselben Gleis zurück (und damit einem nächsten Zug entgegen).

Nachteil der Langkehre:
- Die Kehre benötigt mehr Wendezeit und zusätzlich die Ressource Kehrgleis. Da die Kehrgleise auch als Abstellgleise benutzt werden, ist die Ressource grundsätzlich knapp.

## Beispiel
Das folgende Beispiel zeigt einen Ausschnitt eines sonntags beginnenden Umlaufs einer Lokomotive der DB-Baureihe 181 des Bw Saarbrücken im Umlaufplan WS06, Umlauftag 8, des Sommerfahrplans 1987.
| Zugnr. | Laufweg des Zuges                   | Bespannung von Bf | Abfahrt | Bespannung bis Bf | Ankunft |
| ------ | ----------------------------------- | ----------------- | ------- | ----------------- | ------- |
| 65510  |                                     |                   |         |                   |         |
| D 253  | Paris (Est) – Frankfurt (M) Hbf     | Forbach           | 04:16   | Saarbrücken Hbf   | 04:24   |
| D 802  | Saarbrücken Hbf – Dortmund Hbf      | Saarbrücken Hbf   | 07:07   | Koblenz Hbf       | 09:36   |
| D 2152 | Koblenz Hbf – Saarbrücken Hbf       | Koblenz Hbf       | 10:15   | Saarbrücken Hbf   | 12:42   |
| D 2155 | Saarbrücken Hbf – Koblenz Hbf       | Saarbrücken Hbf   | 13:13   | Koblenz Hbf       | 15:42   |
| D 2156 | Koblenz Hbf – Saarbrücken Hbf       | Koblenz Hbf       | 16:15   | Saarbrücken Hbf   | 18:42   |
| D 1774 | Saarbrücken Hbf – Wilhelmshaven Hbf | Saarbrücken Hbf   | 19:47   | Frankfurt (M) Hbf | 22:23   |
| EC 52  | Frankfurt (M) Hbf – Paris (Est)     | Frankfurt (M) Hbf | 07:52   | Forbach           | 10:14   |
| EC 57  | Paris (Est) – Frankfurt (M) Hbf     | Forbach           | 12:35   | Frankfurt (M) Hbf | 15:10   |
| 3047   |                                     |                   |         |                   |         |